# 1953 aux Territoires du Nord-Ouest
Chronologie des Territoires du Nord-Ouest
- 1949
- 1950
- 1951
- 1952
- 1953
- 1954
- 1955
- 1956
- 1957

Cette page concerne des événements d'actualité qui se sont produits durant l'année 1953 dans le territoire canadien des Territoires du Nord-Ouest.

## Politique
- Premier ministre : Hugh Andrew Young (Commissaire en gouvernement) puis Robert Gordon Robertson (Commissaire en gouvernement)
- Commissaire :
- Législature :

## Naissances
- 27 mars : Dennis Bevington est un homme politique canadien. Il est actuellement député à la Chambre des communes du Canada, représentant l'unique circonscription des Territoires du Nord-Ouest (Western Arctic) sous la bannière du Nouveau Parti démocratique. Élu en 2006, il réussit à déloger l'ancienne ministre libérale Ethel Blondin-Andrew qui était député depuis 1988.

- 31 mars : Vic Dennis Mercredi (né à Yellowknife, dans les territoires du Nord-Ouest au Canada) est un joueur professionnel de hockey sur glace canadien[1].